# 简·贝尔
简·贝尔（英語：Jane Bell，1910年6月2日—1998年7月1日），加拿大女子田径运动员，主攻短跑。她曾代表加拿大参加1928年夏季奥林匹克运动会田径比赛，获得女子4×100米接力金牌。